# Comme les autres
Comme les autres é uma comédia do ano de 2008 que retrata a busca pela parternidade de um casal homossexual masculino.

## Elenco
- Lambert Wilson
- Pascal Elbé
- Pilar López de Ayala
- Anne Brochet
- Andrée Damant
- Florence Darel
- Marc Duret
- Liliane Cebrian
- Luis Jaime Cortez
- Catherine Erhardy
- Eriq Ebouaney
- Catherine Alcover
- Nadège Beausson-Diagne
- Alexandra Ansidei
- Nadège Beausson-Diagne
- Maroussia Dubreuil
- Matteo Capelli
- Anna Mihalcea